# Coquillettomyia nigricornis
Coquillettomyia nigricornis är en tvåvingeart som beskrevs av Boris Mamaev 1973. Coquillettomyia nigricornis ingår i släktet Coquillettomyia och familjen gallmyggor. Inga underarter finns listade i Catalogue of Life.